# Ланграйн меланезійський
Ланграйн меланезійський (Artamus insignis) — вид горобцеподібних птахів родини ланграйнових (Artamidae).

## Поширення
Ендемік архіпелагу Бісмарка (адміністративно належить Папуа Новій Гвінеї). Поширений на островах Нова Ірландія та Нова Британія. Поодинокі птахи спостерігалися на невеликому острові Ватом. Живе у тропічних дощових лісах.

## Опис
Дрібний птах, завдовжки 18—19 см, вагою 49—54 г. Це птах з міцною зовнішністю, з сплющеною головою, коротким конічним дзьобом, довгими загостреними крилами з дуже широкою основою і коротким квадратним хвостом, а також досить короткими ногами. Голова, шия, крила, кермові хвоста чорні. Решта оперення біле. Дзьоб синювато-сірий з чорним кінчиком, очі темно-карі, а ноги чорнуваті.

## Спосіб життя
Живе на деревах. Трапляється поодинці або парами. Живиться комахами, переважно летючими.